# Road to Bloodshed
Road to Bloodshed – pierwszy i jedyny album studyjny amerykańskiej grupy muzycznej Sanctity.

## Lista utworów
1. "Beneath the Machine" – 3:19
2. "Brotherhood of Destruction" – 4:21
3. "Road to Bloodshed" – 3:29
4. "Laws of Reason" – 4:26
5. "Billy Seals" – 3:28
6. "Zeppo" – 4:12
7. "Beloved Killer" – 3:19
8. "The Shape of Things" – 3:34
9. "Flatline" – 3:26
10. "The Rift Between" – 3:38
11. "Seconds" – 3:38
12. "Once Again" – 4:30

## Twórcy
- Jared MacEachern – śpiew, gitara
- Zeff Childress – gitara
- Derek Anderson – gitara basowa
- Jeremy London – perkusja